# Mistrzostwa Świata w Szermierce 2005
Mistrzostwa Świata w Szermierce 2005 – 67. edycja mistrzostw odbyła się w Lipsku (Niemcy).

## Klasyfikacja medalowa
| Lp. | Państwo           | złoto | srebro | brąz | Razem |
| --- | ----------------- | ----- | ------ | ---- | ----- |
| 1   | Francja           | 4     | 1      | 5    | 10    |
| 2   | Rosja             | 2     | 3      | 2    | 7     |
| 3   | Włochy            | 2     | 2      | 2    | 6     |
| 4   | Rumunia           | 1     | 1      | –    | 2     |
| 5   | Korea Południowa  | 1     | –      | –    | 1     |
| –   | Polska            | 1     | –      | –    | 1     |
| –   | Stany Zjednoczone | 1     | –      | –    | 1     |
| 8   | Niemcy            | –     | 2      | 2    | 4     |
| 9   | Węgry             | –     | 1      | 2    | 3     |
| 10  | Chiny             | –     | 1      | –    | 1     |
| –   | Estonia           | –     | 1      | –    | 1     |
| 12  | Ukraina           | –     | –      | 2    | 2     |
| 13  | Holandia          | –     | –      | 1    | 1     |
| –   | Kanada            | –     | –      | 1    | 1     |
| –   | Norwegia          | –     | –      | 1    | 1     |

## Medaliści

### Mężczyźni
| Złoto                                                                                     | Srebro                                                                      | Brąz                                                                             |
| Floret                                                                                    |                                                                             |                                                                                  |
| Salvatore Sanzo                                                                           | Zhang Liangliang                                                            | Andriej Diejew Nicolas Beaudan                                                   |
| Francja · Nicolas Beaudan · Victor Sintès · Erwann Le Péchoux · Brice Guyart              | Włochy · Andrea Baldini · Andrea Cassarà · Salvatore Sanzo · Simone Vanni   | Niemcy · Dominik Behr · Ralf Bißdorf · Peter Joppich · Benjamin Kleibrink        |
| Szpada                                                                                    |                                                                             |                                                                                  |
| Pawieł Kołobkow                                                                           | Fabrice Jeannet                                                             | Bas Verwijlen Claus Mørch                                                        |
| Francja · Érik Boisse · Ulrich Robeiri · Fabrice Jeannet · Jérôme Jeannet                 | Niemcy · Jörg Fiedler · Martin Schmitt · Daniel Strigel · Sven Schmid       | Ukraina · Dmytro Czumak · Dmytro Kariuczenko · Maksym Chworost · Witalij Oszarow |
| Szabla                                                                                    |                                                                             |                                                                                  |
| Mihai Covaliu                                                                             | Stanisław Pozdniakow                                                        | Ołeh Szturbabin Aleksiej Jakimienko                                              |
| Rosja · Aleksiej Djaczenko · Aleksiej Frosin · Stanisław Pozdniakow · Aleksiej Jakimienko | Włochy · Andrea Aquili · Aldo Montano · Giampiero Pastore · Luigi Tarantino | Francja · Vincent Anstett · Nicolas Lopez · Julien Pillet · Boris Sanson         |

### Kobiety
| Złoto                                                                                     | Srebro                                                                                     | Brąz                                                                              |
| Floret                                                                                    |                                                                                            |                                                                                   |
| Valentina Vezzali                                                                         | Anja Müller                                                                                | Edina Knapek Adeline Wuillème                                                     |
| Korea Południowa · Jung Gil-ok · Lee Hyeon-su · Nam Hyun-hee · Seo Mi-jung                | Rumunia · Andreea Andrei · Cristina Ghiță · Roxana Scarlat · Cristina Stahl                | Francja · Astrid Guyart · Corinne Maîtrejean · Céline Seigneur · Adeline Wuillème |
| Szpada                                                                                    |                                                                                            |                                                                                   |
| Danuta Dmowska                                                                            | Maarika Võsu                                                                               | Laura Flessel-Colovic Sherraine Schalm                                            |
| Francja · Sarah Daninthe · Laura Flessel-Colovic · Hajnalka Király-Picot · Maureen Nisima | Węgry · Adrienn Hormay · Julianna Révész · Emese Szász · Hajnalka Tóth                     | Niemcy · Claudia Bökel · Imke Duplitzer · Britta Heidemann · Monika Sozanska      |
| Szabla                                                                                    |                                                                                            |                                                                                   |
| Anne-Lise Touya                                                                           | Sofja Wielika                                                                              | Ilaria Bianco Alessandra Lucchino                                                 |
| Stany Zjednoczone · Sada Jacobson · Caitlin Thompson · Rebecca Ward · Mariel Zagunis      | Rosja · Jekatierina Fiedorkina · Swietłana Kormilicyna · Jelena Nieczajewa · Sofja Wielika | Węgry · Edina Csaba · Orsolya Nagy · Gabriella Sznopek · Dóra Varga               |